# أصالة وزيادة
الحرف الأصلي مجموعه في كلمة سألتمونيها في اصطلاح أهل الصرف هو كل حرف من حروف المباني التي يشتمل عليها أصل الكلمة.
الحرف الزائد، ويسمى الحرف المزيد وحرف الزيادة، هو حرف معنى يزاد لأصل الكلمة، أي إلى حروفها الأصلية، لبناء كلمة أخرى. 
في اصطلاح النحويين والمجودين، يطلق الحرف الأصلي على خلاف الحرف الفرعي.